# Fernandina-küllő
A Fernandina-küllő (Colaptes fernandinae) a madarak (Aves) osztályának a harkályalakúak (Piciformes) rendjébe, ezen belül a harkályfélék (Picidae) családjába tartozó faj.

## Előfordulása
Kuba területén, kis elszórt populációkban honos. Természetes élőhelyei száraz erdők, száraz szavannák, mocsarak, és legelők.

## Megjelenése
Testhossza 33-35 centiméter. Tollazata sárgásbarna rácsos mintázattal, fahéj színű feje gyengén csíkozott.

## Életmódja
Rovarokkal, főként hangyákkal és férgekkel táplálkozik, de magvakat is eszik.

## Szaporodása
Fészkét pálmafák üregeibe készíti. Fészekalj 3-5 fehér tojásból áll, melyen 18 napig kotlik.